# Mary Douglas
Mary Douglas (Sanremo, 25 de Março de 1921 – Londres, 16 de Maio de 2007) foi uma antropóloga britânica, especialista em antropologia social. Suas áreas de estudo são bastante amplas, mas, de modo geral, dizem respeito a processos simbólicos, à teoria do risco e à religião comparada.

## Vida
Mary Douglas é filha de Gilbert Tew, funcionário do serviço colonial Britânico, e de Phyllis Tew. O nome de solteira de Douglas era Margaret Mary Tew. Passou a infância em Totnes, sul da Inglaterra.
A área de pesquisa é a de antropologia social. Foi considerada uma seguidora de Émile Durkheim e uma proponente da análise estruturalista, com um grande interesse por religião comparada.

Quando Douglas tinha 12 anos, sua mãe morreu. Desse modo, a antropóloga e sua irmã tiveram que ficar aos cuidados dos avós. Margaret e a irmã foram educadas no colégio católico "Sagrado Coração de Roehampton", distrito a sudoeste de Londres. Entre 1939 e 1943 estudou Filosofia, Ciências Políticas e Economia em Oxford onde foi aluna do antropólogo Evans-Pritchard que exerceu uma grande influência intelectual sobre ela.

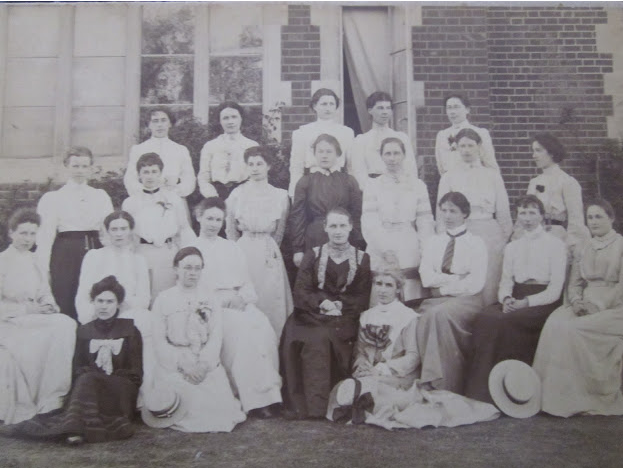
Mary Douglas rodeada por colegas

Durante a Segunda Guerra trabalhou em um serviço colonial mas retornando a Oxford em 1947, terminou os estudos em 1949 realizando um trabalho antropológico com os Lele, uma tribo africana que vivia na época no Congo Belga; isso a levou à vida da aldeia na região entre o rio Kasai e o rio Loange, onde os Lele viviam à beira do que anteriormente era o Reino Kuba. Por fim, uma guerra civil a impediu de continuar seu trabalho de campo, mas, no entanto, isso levou à primeira publicação de Douglas, The Lele of the Kasai, publicada em 1963.
No início dos anos 50, se casou com James Douglas e tiveram três filhos. Durante 25 anos, foi professora universitária do Colégio de Londres e depois lecionou nos Estados Unidos por mais 11 anos. Na obra aparecem os temas: análise de risco, economia, economia do consumo e bem-estar, comida e ritual. Muitos dos trabalhos foram tornados populares fora dos círculos antropológicos; o livro Pureza e Perigo se tornou célebre dentro da área. Nele, a antropóloga investiga as palavras e o significado da sujeira em diferentes contextos culturais, demonstrando que o que é considerado sujeira em uma dada sociedade é qualquer questão considerada fora de lugar. Por meio de uma leitura complexa e sofisticada de ritual, religião e estilo de vida, Douglas desafiou as ideias ocidentais de poluição, deixando claro como o contexto e a história social são essenciais.
Após quatro anos de trabalho (1977-1981) como professora de Estudos Culturais no Instituto Russel Sage de Nova York; mudou para a Universidade Northwestern como professora de Humanidades, produzindo os vínculos entre Teologia e Antropologia. Nesta época, com ajuda do economista Baron Isherwood, publica O mundo dos bens que foi uma obra pioneira na antropologia econômica. Logo em seguida, em 1982, em coautoria com Aaron Wildasvky, escreveu Risco e Cultura, livro no qual os autores utilizam a teoria do risco para explorar como e por quais motivos os grupos sociais ignoram alguns perigos, ao passo que identificam outros riscos que consideram necessitar algum tipo de mitigação.
Em 1989, foi eleita Fellow da British Academy. Em 1992, se tornou Comendadora da Ordem do Império Britânico (CBE). Em 2006, foi considerada, pela Lista de Homenagens da Rainha, Dama-Comendadora da Ordem do Império Britânico (DBE).
Em 2004, perde o marido e em 16 de maio de 2007 falece em Londres aos 86 anos, por complicações associadas a um câncer.

## Escritos
Em inglês
- The Lele of kasai (1963)
- Purity and Danger: An Analisys of Concepts of Pollution an Taboo (1966) (edição em português: Pureza e perigo)
- Natural Symbols: Exploration in Cosmology (1970)
- Rules and Meanings. The Anthropology of Everyday Knowledge: Selected Readings (1973)
- Implicit meanings: Essays in Anthropology (1975)
- The World of Goods: An Anthropological Approach of the Theory of Consuption, em coautoria com Baron Isherwood (1976)
- Risk and Culture: An Essay on the Selection of Technological and Environmental Danger (1982), em coautoria com Aaron Wildalwsky
- How Institutions Think (1986)
- Missing persons: a critique of the social sciences (1988) with Steven Ney
- Risk and Blame: Essays in Cultural Theory (1992)
- Thought styles: Critical essays on good taste (1996)
- Leviticus as Literature (1999)
- In the Wilderness: The Doctrine of Defilement in the Book of Numbers (2001)
- Constructive Drinking: Perspectives on Drink from Anthropology (2002)
- Jacob's Tears: The Priestly Work of Reconciliation (2004)
- Thinking in Circles (2007)

Em português
Livros
- Levítico como literatura. São Paulo: Ed. Loyola, 2019.
- O mundo dos bens - para uma antropologia do consumo. Rio de Janeiro: Ed. UFRJ, 2013.  ISBN 978-8571083738
- Risco e cultura: um ensaio sobre a seleção de riscos tecnológicos e ambientais.Rio de Janeiro: Campus, 2012. ISBN 9788535255669
- Como as instituições pensam. São Paulo: EDUSP, 2007. ISBN 978-8531404559
- As lágrimas de Jacó - o trabalho sacerdotal da reconciliação. São Paulo: Ed. Loyola, 2010.
- Pureza e perigo. São Paulo: Perspectiva. ISBN 9788527309080

Artigos
- Racionalismo e crença. Mana, v.5, n.2, p. 145-156, 1999.
- Os Lele revisitados, 1987 acusações de feitiçaria à solta. Mana, v.5, n.2, p. 07-30, 1999.
- O mundo dos bens, vinte anos depois. Horizontes antropológicos, Porto Alegre,  v. 13, n. 28, p. 17-32, Dec.  2007.